# Asobara notleyi
Asobara notleyi (лат.) — вид паразитических наездников рода Asobara из семейства Braconidae (Alysiinae, Hymenoptera). Название дано в честь британского энтомолога F.B. Notley, обнаружившего типовую серию. 

## Распространение
Африка: Кения.

## Описание
Длина от 1,4 до 1,6 мм, переднее крыло до 1,9 мм. От близких видов (Asobara abyssiniensis) отличается пропорциями тела, особенностями жилкования крыльев. Усики не менее чем 11-члениковые (частично повреждены у типовых экземпляров).  Основная окраска тела коричневая. Жвалы крупные, простые, с 3 зубцами. Верхний зубец жвал широкий; средний зубец широкий и короткий; нижний зубец широкий. Передняя тенториальная ямка находится вдали от края глаз. Предположительно паразитируют на представителях отряда двукрылые.

## Систематика
Вид Asobara notleyi был впервые описан в 2019 году испанским гименоптерологом Франсиско Хавьером Перис-Фелипо (Francisco Javier Peris-Felipo, University of Valencia, Paterna, Испания) по материалам из Африки.